# Sancho I. (Aragón)

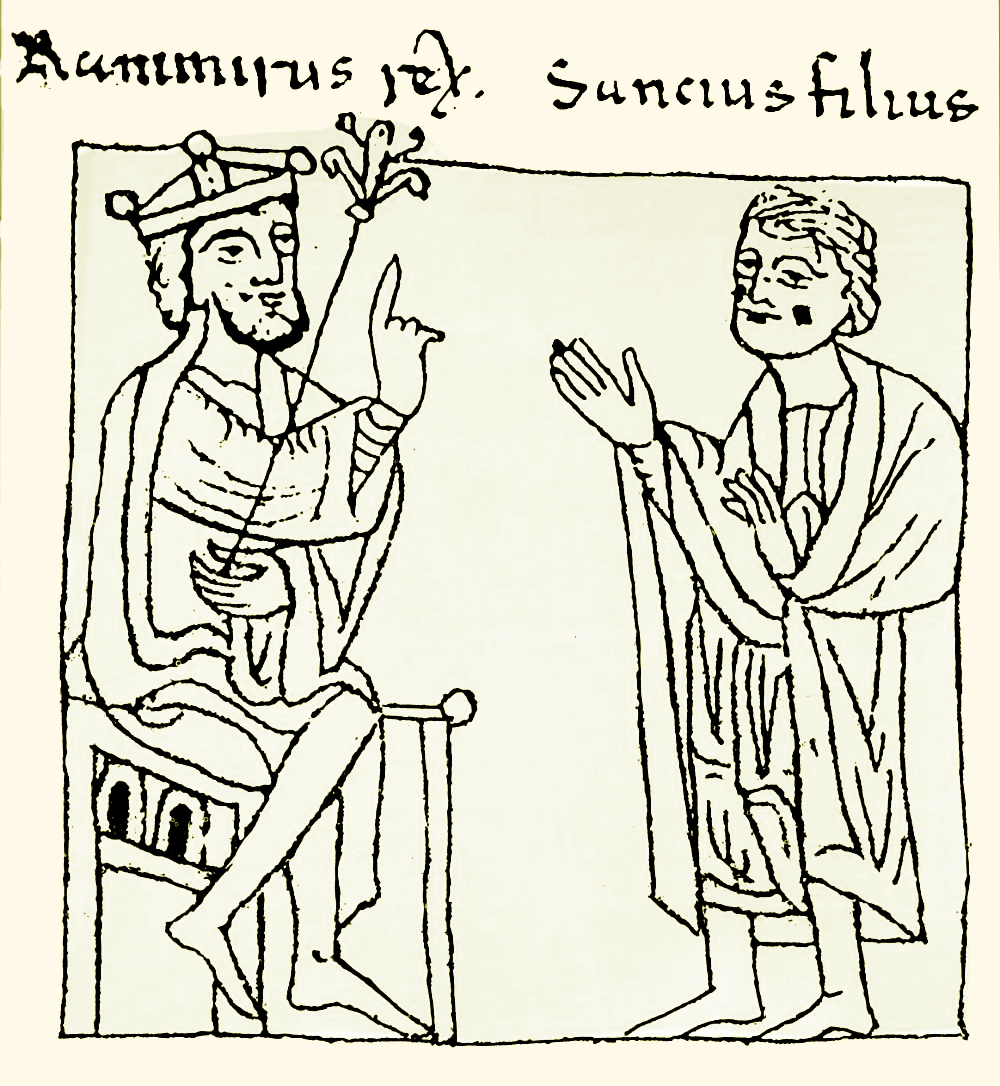
Ramiro I. (Ranimirus rex, links) und sein Sohn Sancho Ramírez (Sancius filius, rechts) in einer Darstellung aus dem 13. Jahrhundert.

Sancho Ramírez (* um 1045/46; † 4. Juni 1094 vor Huesca) war als Sancho I. von 1063 bis 1094 König von Aragón und als Sancho V. von 1076 bis 1094 König von Navarra aus dem Haus Jiménez. Unter seiner Herrschaft setzte im Zuge der Reconquista die territoriale Expansion Aragóns ein.

## Leben

### Kreuzzug von Barbastro
Sancho war der älteste eheliche Sohn König Ramiros I. von Aragón und der Ermesinde von Foix. Er hatte einen gleichnamigen älteren, unehelichen Halbbruder. Von seinem Vater wurde er schon früh in die Regierungsgeschäfte miteinbezogen und in dessen erstem Testament vom 29. Juli 1059 als Nachfolger auf dem Thron bestimmt. Beim Tod des Vaters und seiner Regierungsübernahme 1063 war Sancho achtzehn Jahre alt.
Offenbar in Reaktion auf den Tod seines Vaters, der im Kampf gegen die Mauren vor Graus getötet worden war, richtete Sancho auf der Suche nach militärischer Unterstützung ein Hilfegesuch an die Fürsten Frankreichs. Dabei konnte er auf die familiären Beziehungen zu Herzog Wilhelm VIII. von Aquitanien und die guten Kontakte zur Abtei Cluny verweisen, die von seinem Großvater und Vater geknüpft worden waren. Durch Vermittlung des Abts Hugo von Cluny erhielt der von Sancho gewünschte Feldzug die Förderung Papst Alexanders II., der den französischen Kriegern einen großzügigen Ablass gewährte, weshalb das Unternehmen häufig als „Vorkreuzzug“ charakterisiert wird. Eine Allianz mit seinem Onkel Ferdinand I. von León-Kastilien oder mit dem Vetter Sancho II. von Kastilien kam für Sancho nicht in Betracht, waren diese doch die Schutzherren des maurischen Taifakönigs von Saragossa, dem Hauptrivalen Aragóns, und außerdem am Tod Ramiros I. bei Graus nicht unschuldig. Im Sommer 1064 überquerte das französische Heer die Pyrenäen. Zu seinen Anführern gehörten der Herzog von Aquitanien, der Normanne Wilhelm von Montreuil und der Graf Theobald von Chalon, der ein Onkel des Abts von Cluny war. Ihnen schloss sich auch Graf Ermengol III. von Urgell an, der Schwiegervater Sanchos. Das vereinte aragónesisch-französische Heer konnte schließlich die strategisch bedeutende Grenzfestung Barbastro erobern, welche die Mündung des Vero in den Cinca kontrollierte. Nach Angaben muslimischer Überlieferungen hätten die Christen dabei ein grausames Massaker an der Zivilbevölkerung verübt. Danach löste sich das Heer wieder auf und die meisten Franzosen kehrten in ihre Heimat zurück. Dies nutzte der König von Saragossa, al-Muqtadir, 1065 zu einer Gegenoffensive aus und eroberte Barbastro im Handstreich zurück, wobei Ermengol III. von Urgell getötet wurde, den Sancho als Statthalter eingesetzt hatte.
Den Krieg gegen Saragossa musste Sancho daraufhin einstweilen ruhen lassen, da er zwischen 1065 und 1067 im sogenannten „Krieg der drei Sanchos“ engagiert war. Sein Vetter Sancho II. von Kastilien griff den anderen Vetter König Sancho IV. von Navarra an, dem wiederum Sancho Ramírez half. Bei Viana stellte er dabei den Kastilier zur Schlacht, deren Ausgang in den Überlieferungen je nach ihrer Parteilichkeit unterschiedlich beschrieben wird. Anschließend führte Sancho Krieg gegen den maurischen König von Huesca, der angeblich von Sancho II. von Kastilien zum Kampf gegen ihn ermuntert worden war.

### Kirchenpolitik und Annexion Navarras
Im Jahr 1068 unternahm Sancho als erster spanischer König eine Pilgerreise nach Rom zum Grab des Apostels Petrus und leitete damit eine religiöse wie politische Annäherung an den Heiligen Stuhl ein. Diese Politik dürfte einem Bedürfnis nach einer klareren Abgrenzung von seinen in León herrschenden Vettern entsprungen sein, die einen imperialen Oberherrschaftsanspruch über alle spanischen Reiche vertraten. Auch dürfte Sancho damit eine legitimierende Grundlage für seinen Expansionsdrang gegen das muslimische al-Andalus gesucht haben, da gerade das zu jener Zeit aufkommende Reformpapsttum den militärischen Kampf gegen die „Heiden“ sakralisierte. In der Folge förderte er die Einführung des römischen Ritus an Stelle des traditionellen mozarabischen Ritus in seinem Königreich. Am 22. März 1071 führte die Abtei San Juan de la Peña als erstes Kloster Spaniens die römische Liturgie ein. Der große Reformpapst Gregor VII. beglückwünschte Sancho in einem Schreiben vom 20. März 1074 dafür. Am 5. April 1084 veranlassten Sancho und sein Sohn Peter die feierliche Translation der Gebeine des legendären Heiligen Indaletius und dessen Nachfolgers als Bischof von Urci, Santiago, nach San Juan de la Peña. 1088 verpflichtete sich Sancho gegenüber Papst Urban II. zur Zahlung eines jährlichen Tributs, worauf ihm von diesem in einem Schreiben vom 1. Juli 1089 die Unterstellung Aragóns unter den päpstlichen Schutz zugesagt wurde.
Unterdessen setzte Sancho seine Eroberungspolitik fort, die sich vorrangig gegen Saragossa richtete. Erneut erhielt er dazu Unterstützung aus Frankreich, als 1073 der Graf Ebles II. von Roucy mit einem großen Heer erschien. Statt aber mit ihm gegen die Mauren zu ziehen, führte er Krieg gegen Sancho IV. von Navarra, der eine Allianz mit dem König von Saragossa eingegangen war. Im Sommer 1076 eröffnete sich für Sancho unverhofft eine Möglichkeit zur Machterweiterung, als der König von Navarra von eigenen Familienangehörigen ermordet wurde. Sofort nutzte Sancho die Gelegenheit und besetzte Pamplona und Estella. Von den navarresischen Großen wurde er als neuer König anerkannt, womit er die 58-jährige Union der Kronen von Aragón und Navarra einleitete. In einer auf den März 1077 datierten Urkunde nahm er den navarresischen Königstitel erstmals in seine Titulatur auf. Allerdings konnte Sancho nicht das ganze Königreich Navarra annektieren, da sein Vetter Alfons VI. von León-Kastilien sich davon die Landschaften La Rioja, Álava, Vizcaya und Guipúzcoa sicherte, so dass fortan der Oberlauf des Ebro die Grenze zwischen Aragón und Kastilien markierte.

### Reconquista
Nun konnte Sancho ungestört die aragónesische „Reconquista“ aufnehmen und den Krieg gegen Saragossa beginnen. Einmal mehr konnte er 1078 auf französische Unterstützung in Form eines Heers unter Herzog Hugo I. von Burgund bauen. Durch die Eroberungen von Bolea und schließlich von Graus im Jahr 1083 verschob er die Grenze Aragóns an den Vero. Nach der Eroberung von Arguedas und Secastilla 1084 wurde der weitere Vormarsch in das Ebro-Tal erst durch die Niederlage in der Schlacht von Morella gestoppt, in der Sancho gegen den in maurischen Diensten stehenden El Cid unterlag. Damit schien sich die Waagschale zunehmend zugunsten von León-Kastilien zu neigen, dessen König Alfons VI. 1085 Toledo eroberte und sich damit eine deutliche Vormachtstellung auf der Iberischen Halbinsel sicherte. Um Sancho in die Schranken zu verweisen, ging nun Alfons VI. selbst die Einnahme von Saragossa an. Die Invasion der Almoraviden am 30. Juli 1086 aber hielt ihn letztlich davon ab und seine vernichtende Niederlage in der Schlacht von az-Zallaqa bewirkte eine nachhaltige Veränderung der Machtkonstellation auf der Iberischen Halbinsel.
Dem Hilferuf Alfons’ VI. folgend, überschritt im Frühjahr 1087 abermals ein großes französisches Heer unter Herzog Odo I. von Burgund die Pyrenäen und belagerte Tudela. Sowohl Sancho als auch Alfons VI. schlossen sich mit eigenen Truppen dem Belagerungsheer an. Aber obwohl die Stadt letztlich nicht eingenommen werden konnte, nutzten beide Könige ihre Anwesenheit im Feldlager zu einem diplomatischen Ausgleich untereinander. Sowohl Sancho als auch sein Sohn Peter huldigten Alfons VI. für ihre navarresischen Besitzungen um Pamplona und Estella als ihrem Oberherrn und leisteten gleichzeitig ihren Verzicht auf die von Alfons VI. annektierten navarresischen Gebiete, womit die seit der Aufteilung Navarras 1076 bestehenden Konfliktfelder ausgeräumt wurden. Weiterhin verpflichtete sich Sancho seinem Vetter gegenüber zu Hilfsleistungen im Kampf gegen die Almoraviden. Keine Regelung enthielt der Ausgleich bezüglich Saragossas, das Alfons VI. weiterhin als sein Protektorat und Sancho als Expansionsfeld betrachtete. Noch 1086 nahm Sancho das in der Nähe von Barbastro gelegene Estada, errichtete 1088 in der Nähe der bedeutenden Stadt Huesca die Burg Montearagón und eroberte am 24. Juni 1089 Monzón. Im Sommer 1090 kam er seiner Verpflichtung gegenüber Alfons VI. nach und half diesem bei der Verteidigung von Toledo gegen einen Angriff der Almoraviden. Danach erbeutete er bei Saragossa die Burg Castellar und eroberte 1093 Almenar, womit er starke Positionen gegenüber den wichtigsten maurischen Städten der Taifa von Saragossa gewann, von denen aus er ihre Angriffe ausführen konnte.
Gegen die wachsende Bedrohung durch Aragón rief im Frühjahr 1094 der maurische Herrscher von Huesca die Hilfe seines Schutzherrn Alfons VI. von León-Kastilien an, der ein kastilisches Heer gegen Aragón aussandte. Bei Vitoria schlug Sancho die Kastilier und vertrieb sie aus seinem Königreich. Darauf begann er mit der Belagerung von Huesca, die als erste große Stadt der Taifa von Saragossa von ihm erobert werden sollte. Als Sancho eines Tages einen Erkundungsritt entlang der Stadtmauer unternahm, um an ihr eine Zugangsmöglichkeit ausfindig zu machen, wurde er von dem Pfeil eines Bogenschützens getroffen. Nach der Beschreibung der Crónica de San Juan de la Peña schoss der Schütze gezielt auf eine Schwachstelle der Rüstung Sanchos, als dieser gerade seinen rechten Arm hob und damit seine von der Rüstung ungedeckten Körperseite offenbarte, wo ihn der Pfeil dann traf. Er ließ sich noch in sein Zelt zurücktragen, wo er seine Vasallen auf seinen ältesten Sohn als Nachfolger einschwören ließ, worauf er am 4. Juni 1094 starb. Bestattet wurde Sancho zunächst in der Mönchsburg Montearagón, bevor sein Leichnam in die Abtei San Juan de la Peña überführt wurde.

## Ehen und Nachkommen
In erster Ehe war Sancho ab 1065 verheiratet mit Isabella (* 1052; † 1071), Tochter des Grafen Ermengol III. von Urgell (Haus Barcelona). Die Ehe wurde wegen zu enger Verwandtschaft 1070 geschieden, worauf Isabella 1071 den Grafen Wilhelm Raimund von Cerdanya heiratete. Mit ihr hatte Sancho einen Sohn:
- Peter I. († 1104), 1094 König von Aragón und Navarra.

In zweiter Ehe heiratete Sancho die nordfranzösische Adlige Felicia von Roucy (* 1060; † 1123), die eine Schwester des Kreuzritters Ebles II. von Roucy (Haus Montdidier) war. Wann die Ehe geschlossen wurde, ist unklar; erstmals wird Felicia in einer Urkunde aus dem Jahr 1076 als Ehefrau Sanchos genannt. Aus dieser Ehe gingen drei Söhne hervor:
- Ferdinand († nach 1086).[20]
- Alfons I. der Krieger (* 1073; † 1134), 1104 König von Aragón und Navarra.
- Ramiro II. der Mönch (* 1086; † 1157), 1134 König von Aragón.